# Pál Reizer
Pál Reizer (n. 6 ianuarie 1943, Turulung, comitatul Sătmar, Regatul Ungariei - d. 18 aprilie 2002, Debrețin, Ungaria) a fost episcop al Diecezei Romano-Catolice de Satu Mare între anii 1990-2002.

## Biografie
Pál Reizer s-a născut la data de 6 ianuarie 1943 în satul Turulung. După efectuarea studiilor la Institutul Teologic Romano-Catolic de grad universitar din Alba Iulia, la 2 aprilie 1967 a fost hirotonit ca preot romano-catolic de către episcopul Márton Áron de Alba Iulia. 
După hirotonirea ca preot, în timpul regimului comunist, părintele Pál a fost capelan în Parohia Sighetu Marmației (1967-1969), iar mai apoi secretar la Episcopia Romano-Catolică de Satu Mare și spiritual la Mănăstirea Surorilor de Caritate „Sfântul Vincențiu” (1969-1987). În anul 1987, cu trei ani înainte de numirea ca episcop, a fost numit paroh în orașul Sighetu Marmației. 
Preotul Pál Reizer a fost numit episcop romano-catolic de Satu Mare la 14 martie 1990, fiind consacrat ca episcop la 1 mai 1990, de către arhiepiscopul Francesco Colasuonno, nunțiu apostolic special la acea vreme, ulterior cardinal, asistat de episcopii József Tempfli de Oradea și György-Miklós Jakubínyi de Alba Iulia. 
În aprilie 2001 episcopul Reizer a convocat al treilea sinod diecezan, având ca moto: „Înnoiți-vă în modul vostru de gândire” (Rom 12,12). La lucrările sinodului au participat toate parohiile, preoții, călugării și credincioșii având posibilitatea de a contribui la temele abordate. Unul dintre scopurile procedurii sinodale a fost formarea unor grupuri parohiale. Sinoadele anterioare au avut loc în anii 1821 și 1938. 
Episcopul Pál Reizer a decedat la Debrețin (Ungaria) în seara zilei de 18 aprilie 2002, fiind bolnav de diabet.
La ceremonia de înmormântare din cimitirul romano-catolic din Satu Mare, care a avut loc miercuri, 24 aprilie 2002, au participat cardinalul László Paskai, 19 episcopi, 300 de preoți și mii de credincioși. 
Succesorul său în funcție este Jenő Schönberger, din 30 aprilie 2003. 

## Distincții
A fost decorat în decembrie 2000 cu Ordinul național Serviciul Credincios în grad de Ofițer „pentru slujirea cu cinste, evlavie și dragoste de oameni a cuvântului lui Dumnezeu”.